# مطار جبال
مطار جبال (بالإنجليزية: Yibal Airport) (إيكاو: OOYB) هو مطار يخدم مدينة جبال في محافظة الظاهرة في عمان .
لم يتم تحديد نهايات المدرج بشكل جيد ، وقد يكون الطول الفعلي القابل للاستخدام أطول من المدرج.
تقع المنارة راديوية (المعرفة ب : FHD ) والمنارة غير الاتجاهية (المعرفة ب : FHN ) على 26.6 ميل بحري (49 كـم) شرق-شمال شرقي المطار.

## روابط خارجية
- مطاراتنا - مطار جبال[وصلة مكسورة]
- المطر الهابط - جبال
- تاريخ الحوادث لـ (OOYB) على شبكة سلامة الطيران.